# オールカマー
オールカマーは競馬の競走。
- サラブレッド・アングロアラブなどの品種や所属を問わず、出走馬に広く門戸を開けた競走。
- 日本中央競馬会（JRA）が中山競馬場で施行する重賞の「産経賞オールカマー」。本項にて詳述。

オールカマーは、日本中央競馬会（JRA）が中山競馬場で施行する中央競馬の重賞競走（GII）である。競馬番組表での名称は「産経賞オールカマー（さんけいしょうオールカマー）」と表記される。
寄贈賞を提供する産業経済新聞社は、東京と大阪に発行本社を置く新聞社。産経新聞社では、本レースは一般紙『産経新聞』の寄贈賞であると認識しており、東京本社が所管している。
正賞は産経新聞社賞。

## 概要
1955年（昭和30年）に創設。出走馬に広く門戸を開けたレース、「すべての挑戦者」という意味で名付けられた。
当初は4歳（現3歳）以上の馬によるハンデ戦で中山競馬場の芝2000mで行われたが、負担重量は1981年から1985年までと1995年以降が別定、1986年から1994年は馬齢に変わっている。距離は1984年より芝2200mで定着した。

1973年から1985年まで、2年に1回行われていた特別競走『地方競馬招待』に代わって、1986年（昭和61年）から1994年（平成6年）までは「地方競馬招待競走」として行われ、当時の中央競馬では数少ない地方競馬所属馬も出走可能な競走だった。この制度はダートグレード競走および指定競走・指定交流競走の制度確立に伴い、そちらに道を譲って廃止された。
外国産馬は1978年から、外国馬は1995年からそれぞれ出走可能になった。
天皇賞（秋）のステップレースとして定着しており、2014年（平成26年）より本競走の1着馬には天皇賞（秋）の優先出走権が付与される。

### 競走条件
以下の内容は、2023年現在のもの。
出走資格：サラ系3歳以上
- JRA所属馬（未出走馬及び未勝利馬は除く）
- 地方競馬所属馬（2頭まで）
- 外国調教馬（優先出走）

負担重量：別定
- 3歳54kg、4歳以上57kg、牝馬2kg減
  - 2022年9月24日以降のGI競走（牝馬限定競走を除く）1着馬2kg増、牝馬限定GI競走またはGII競走（牝馬限定競走を除く）1着馬1kg増
  - 2022年9月23日以前のGI競走（牝馬限定競走を除く）1着馬1kg増（2歳時の成績を除く）

### 賞金
2023年の1着賞金は6700万円で、以下2着2700万円、3着1700万円、4着1000万円、5着670万円。

## 歴史
- 1955年 - 4歳以上の馬による重賞競走「産経賞オールカマー」として創設、中山競馬場・芝2000mで施行[5]。
- 1963年 - 名称を「サンケイ賞オールカマー」に変更[3]。
- 1978年 - 混合競走に指定、外国産馬が出走可能になる[3]。
- 1984年 - グレード制施行によりGIII[注 2]に格付け[5]。
- 1989年 - 名称を「産経賞オールカマー」に戻す。
- 1986年 - 地方競馬招待競走に変更、地方競馬所属馬が出走可能になる[3]。
- 1994年 - 「JRA創立40周年記念」の副称をつけて施行[3]。
- 1995年
  - GII[注 2]に格上げ[5]。
  - 指定交流競走に変更し招待制度を廃止。また地方競馬所属馬の出走枠が2頭までになる[3]。これにより同競走には地方競馬所属馬の出走がない場合も多くなり、見た目には他のJRAの重賞とほぼ変わりがなくなっている。
  - 国際競走に変更、外国調教馬が5頭まで出走可能になる[3]。
- 2001年 - 馬齢表示の国際基準への変更に伴い、競走条件を「3歳以上」に変更。
- 2007年 - 日本のパートI国昇格に伴い、外国調教馬の出走枠が9頭に拡大[3]。
- 2014年 - この年から1着馬に天皇賞（秋）の優先出走権を付与[5]。
- 2020年 - 新型コロナウイルスの感染拡大防止のため、「無観客競馬」として実施[8]。
- 2025年 - 出走可能頭数を18頭に拡大。

### 歴代優勝馬
コース種別を表記していない距離は、芝コースを表す。
優勝馬の馬齢は、2000年以前も現行表記に揃えている。
| 回数   | 施行日         | 競馬場 | 距離  | 優勝馬             | 性齢 | 所属 | タイム | 優勝騎手   | 管理調教師 | 馬主                                 |
| ------ | -------------- | ------ | ----- | ------------------ | ---- | ---- | ------ | ---------- | ---------- | ------------------------------------ |
| 第1回  | 1955年10月16日 | 中山   | 2000m | メイヂヒカリ       | 牡3  | JRA  | 2:04.0 | 蛯名武五郎 | 藤本冨良   | 新田新作                             |
| 第2回  | 1956年11月11日 | 中山   | 2000m | トヨタニ           | 牡4  | JRA  | 2:10.4 | 高橋英夫   | 鈴木信太郎 | 中村勝五郎                           |
| 第3回  | 1957年10月20日 | 中山   | 2000m | キタノオー         | 牡4  | JRA  | 2:04.4 | 勝尾竹男   | 久保田金造 | 田中留治                             |
| 第4回  | 1958年10月19日 | 中山   | 2000m | マサタカラ         | 牡4  | JRA  | 2:07.0 | 保田隆芳   | 古賀嘉蔵   | 西博                                 |
| 第5回  | 1959年10月18日 | 中山   | 2000m | ウネビヒカリ       | 牡3  | JRA  | 2:06.0 | 野平祐二   | 野平省三   | 山之内喜代子                         |
| 第6回  | 1960年10月16日 | 中山   | 2000m | ヤシマフアースト   | 牡4  | JRA  | 2:02.5 | 保田隆芳   | 尾形藤吉   | 小林庄平                             |
| 第7回  | 1961年10月15日 | 中山   | 2000m | アズマテンラン     | 牡3  | JRA  | 2:02.7 | 野平好男   | 二本柳俊夫 | 堀平四郎                             |
| 第8回  | 1962年10月14日 | 中山   | 2000m | リユウムサシ       | 牡3  | JRA  | 2:03.4 | 森安弘明   | 元石正雄   | 田中彰治                             |
| 第9回  | 1963年10月27日 | 中山   | 2000m | ミオソチス         | 牝3  | JRA  | 2:05.6 | 高松三太   | 川上武一   | 伊達政志                             |
| 第10回 | 1964年10月18日 | 中山   | 2000m | フラワーウツド     | 牝3  | JRA  | 2:09.5 | 野平祐二   | 尾形藤吉   | 永田雅一                             |
| 第11回 | 1965年10月10日 | 中山   | 2000m | ミハルカス         | 牡5  | JRA  | 2:04.6 | 加賀武見   | 小西喜蔵   | 平井太郎                             |
| 第12回 | 1966年11月27日 | 中山   | 2000m | ヒシマサヒデ       | 牡4  | JRA  | 2:04.2 | 小野定夫   | 稗田敏男   | 阿部雅信                             |
| 第13回 | 1967年10月22日 | 中山   | 2000m | オンワードウエル   | 牡4  | JRA  | 2:03.9 | 大和田稔   | 二本柳俊夫 | 樫山純三                             |
| 第14回 | 1968年9月29日  | 東京   | 2000m | スイートフラッグ   | 牝4  | JRA  | 2:01.1 | 野平祐二   | 野平省三   | 和田共弘                             |
| 第15回 | 1969年10月26日 | 中山   | 2000m | ライトワールド     | 牡4  | JRA  | 2:05.6 | 吉永正人   | 三井末太郎 | 渡辺光一                             |
| 第16回 | 1970年10月25日 | 東京   | 2000m | マキノホープ       | 牡4  | JRA  | 2:01.8 | 加賀武見   | 田中和夫   | 田中角栄                             |
| 第17回 | 1971年10月17日 | 東京   | 2000m | キクノハッピー     | 牡3  | JRA  | 2:01.5 | 波多野浩久 | 山岡寿恵次 | 田中伊三郎                           |
| 第18回 | 1972年10月22日 | 東京   | 2000m | イナボレス         | 牡3  | JRA  | 2:01.4 | 宮田仁     | 大久保末吉 | 稲富稜人                             |
| 第19回 | 1973年10月14日 | 東京   | 2000m | ハクホオショウ     | 牡4  | JRA  | 2:01.7 | 池上昌弘   | 尾形藤吉   | 西博                                 |
| 第20回 | 1974年10月13日 | 中山   | 2000m | イチフジイサミ     | 牡4  | JRA  | 2:04.4 | 郷原洋行   | 松永光雄   | 保坂勇                               |
| 第21回 | 1975年10月12日 | 東京   | 2000m | キクノオー         | 牡4  | JRA  | 2:01.9 | 横山富雄   | 山岡寿恵次 | 田中伊三郎                           |
| 第22回 | 1976年10月17日 | 中山   | 2000m | グレートセイカン   | 牡4  | JRA  | 2:02.2 | 郷原洋行   | 大久保房松 | 鈴木一朗                             |
| 第23回 | 1977年10月16日 | 中山   | 2000m | トウフクセダン     | 牡4  | JRA  | 2:01.1 | 宮田仁     | 大久保末吉 | 井上芳春                             |
| 第24回 | 1978年10月15日 | 中山   | 2000m | ハセオーマ         | 牡3  | JRA  | 2:01.4 | 柴田政人   | 佐藤勝美   | 長南鶴雄                             |
| 第25回 | 1979年10月14日 | 中山   | 2000m | ユキフクオー       | 牡4  | JRA  | 2:02.0 | 小島太     | 古山良司   | 加藤友三郎                           |
| 第26回 | 1980年10月12日 | 東京   | 2000m | ブルーマックス     | 牡5  | JRA  | 2:00.4 | 東信二     | 境勝太郎   | 角隆司                               |
| 第27回 | 1981年9月20日  | 中山   | 2000m | ハセシノブ         | 牝4  | JRA  | 2:04.3 | 田村正光   | 畠山重則   | 長南鶴雄                             |
| 第28回 | 1982年9月26日  | 中山   | 2000m | トドロキヒホウ     | 牡4  | JRA  | 2:02.7 | 安田富男   | 元石孝昭   | 町田圭三                             |
| 第29回 | 1983年9月25日  | 中山   | 2000m | スイートカーソン   | 牝4  | JRA  | 2:03.6 | 増沢末夫   | 大和田稔   | 和田共弘                             |
| 第30回 | 1984年9月23日  | 中山   | 2200m | アサカシルバー     | 牡5  | JRA  | 2:13.9 | 増沢末夫   | 高橋英夫   | 佐久間有寿                           |
| 第31回 | 1985年9月22日  | 中山   | 2200m | アサカサイレント   | 牡3  | JRA  | 2:15.0 | 安田富男   | 元石孝昭   | 佐久間有寿                           |
| 第32回 | 1986年9月21日  | 中山   | 2200m | ジュサブロー       | 牡4  | 愛知 | 2:15.2 | 鈴木純児   | 安達小八   | 角田哲男                             |
| 第33回 | 1987年9月20日  | 中山   | 2200m | ダイナフェアリー   | 牝4  | JRA  | 2:14.5 | 増沢末夫   | 鈴木康弘   | （有）社台レースホース               |
| 第34回 | 1988年9月18日  | 新潟   | 2200m | スズパレード       | 牡7  | JRA  | 2:12.3 | 蛯沢誠治   | 富田六郎   | 小紫芳夫                             |
| 第35回 | 1989年9月17日  | 中山   | 2200m | オグリキャップ     | 牡4  | JRA  | 2:12.4 | 南井克巳   | 瀬戸口勉   | 近藤俊典                             |
| 第36回 | 1990年9月16日  | 中山   | 2200m | ラケットボール     | 牡5  | JRA  | 2:13.3 | 坂井千明   | 松山康久   | 栗山博                               |
| 第37回 | 1991年9月15日  | 中山   | 2200m | ジョージモナーク   | 牡6  | 大井 | 2:12.4 | 早田秀治   | 赤間清松   | 須原秀晴                             |
| 第38回 | 1992年9月20日  | 中山   | 2200m | イクノディクタス   | 牝5  | JRA  | 2:12.1 | 村本善之   | 福島信晴   | 勝野憲明                             |
| 第39回 | 1993年9月19日  | 中山   | 2200m | ツインターボ       | 牡5  | JRA  | 2:12.6 | 中舘英二   | 笹倉武久   | 黒岩晴男                             |
| 第40回 | 1994年9月18日  | 中山   | 2200m | ビワハヤヒデ       | 牡4  | JRA  | 2:14.5 | 岡部幸雄   | 浜田光正   | （有）ビワ                           |
| 第41回 | 1995年9月18日  | 中山   | 2200m | ヒシアマゾン       | 牝4  | JRA  | 2:16.3 | 中舘英二   | 中野隆良   | 阿部雅一郎                           |
| 第42回 | 1996年9月15日  | 中山   | 2200m | サクラローレル     | 牡5  | JRA  | 2:16.7 | 横山典弘   | 境勝太郎   | （株）さくらコマース                 |
| 第43回 | 1997年9月14日  | 中山   | 2200m | メジロドーベル     | 牝3  | JRA  | 2:16.6 | 吉田豊     | 大久保洋吉 | メジロ商事（株）                     |
| 第44回 | 1998年9月20日  | 中山   | 2200m | ダイワテキサス     | 牡5  | JRA  | 2:13.6 | 武豊       | 増沢末夫   | 大和商事（株）                       |
| 第45回 | 1999年9月19日  | 中山   | 2200m | ホッカイルソー     | 牡7  | JRA  | 2:12.0 | 江田照男   | 田中清隆   | （有）北海牧場                       |
| 第46回 | 2000年9月24日  | 中山   | 2200m | メイショウドトウ   | 牡4  | JRA  | 2:15.8 | 的場均     | 安田伊佐夫 | 松本好雄                             |
| 第47回 | 2001年9月23日  | 中山   | 2200m | エアスマップ       | 牡6  | JRA  | 2:13.9 | 柴田善臣   | 藤沢和雄   | （株）ラッキーフィールド             |
| 第48回 | 2002年9月22日  | 新潟   | 2200m | ロサード           | 牡6  | JRA  | 2:11.7 | 後藤浩輝   | 橋口弘次郎 | （有）社台レースホース               |
| 第49回 | 2003年9月28日  | 中山   | 2200m | エアエミネム       | 牡5  | JRA  | 2:14.4 | 蛯名正義   | 伊藤雄二   | （株）ラッキーフィールド             |
| 第50回 | 2004年9月26日  | 中山   | 2200m | トーセンダンディ   | 牡6  | JRA  | 2:13.4 | 勝浦正樹   | 森秀行     | 島川隆哉                             |
| 第51回 | 2005年9月25日  | 中山   | 2200m | ホオキパウェーブ   | 牡4  | JRA  | 2:16.7 | 後藤浩輝   | 二ノ宮敬宇 | 金子真人ホールディングス（株）       |
| 第52回 | 2006年9月24日  | 中山   | 2200m | バランスオブゲーム | 牡7  | JRA  | 2:12.1 | 田中勝春   | 宗像義忠   | 薗部博之                             |
| 第53回 | 2007年9月23日  | 中山   | 2200m | マツリダゴッホ     | 牡4  | JRA  | 2:12.5 | 蛯名正義   | 国枝栄     | 高橋文枝                             |
| 第54回 | 2008年9月28日  | 中山   | 2200m | マツリダゴッホ     | 牡5  | JRA  | 2:12.0 | 蛯名正義   | 国枝栄     | 高橋文枝                             |
| 第55回 | 2009年9月27日  | 中山   | 2200m | マツリダゴッホ     | 牡6  | JRA  | 2:11.4 | 横山典弘   | 国枝栄     | 高橋文枝                             |
| 第56回 | 2010年9月26日  | 中山   | 2200m | シンゲン           | 牡7  | JRA  | 2:11.4 | 藤田伸二   | 戸田博文   | 吉田千津                             |
| 第57回 | 2011年9月25日  | 中山   | 2200m | アーネストリー     | 牡6  | JRA  | 2:11.2 | 佐藤哲三   | 佐々木晶三 | 前田幸治                             |
| 第58回 | 2012年9月23日  | 中山   | 2200m | ナカヤマナイト     | 牡4  | JRA  | 2:15.5 | 柴田善臣   | 二ノ宮敬宇 | 和泉信一                             |
| 第59回 | 2013年9月22日  | 中山   | 2200m | ヴェルデグリーン   | 牡5  | JRA  | 2:12.0 | 田辺裕信   | 相沢郁     | 斎藤光政                             |
| 第60回 | 2014年9月28日  | 新潟   | 2200m | マイネルラクリマ   | 牡6  | JRA  | 2:12.2 | 戸崎圭太   | 上原博之   | （株）サラブレッドクラブ・ラフィアン |
| 第61回 | 2015年9月27日  | 中山   | 2200m | ショウナンパンドラ | 牝4  | JRA  | 2:11.9 | 池添謙一   | 高野友和   | 国本哲秀                             |
| 第62回 | 2016年9月25日  | 中山   | 2200m | ゴールドアクター   | 牡5  | JRA  | 2:11.9 | 吉田隼人   | 中川公成   | 居城寿与                             |
| 第63回 | 2017年9月24日  | 中山   | 2200m | ルージュバック     | 牝5  | JRA  | 2:13.8 | 北村宏司   | 大竹正博   | （有）キャロットファーム             |
| 第64回 | 2018年9月23日  | 中山   | 2200m | レイデオロ         | 牡4  | JRA  | 2:11.2 | C.ルメール | 藤沢和雄   | （有）キャロットファーム             |
| 第65回 | 2019年9月22日  | 中山   | 2200m | スティッフェリオ   | 牡5  | JRA  | 2:12.0 | 丸山元気   | 音無秀孝   | （有）社台レースホース               |
| 第66回 | 2020年9月27日  | 中山   | 2200m | センテリュオ       | 牝5  | JRA  | 2:15.5 | 戸崎圭太   | 高野友和   | （有）キャロットファーム             |
| 第67回 | 2021年9月26日  | 中山   | 2200m | ウインマリリン     | 牝4  | JRA  | 2:11.9 | 横山武史   | 手塚貴久   | （株）ウイン                         |
| 第68回 | 2022年9月25日  | 中山   | 2200m | ジェラルディーナ   | 牝4  | JRA  | 2:12.7 | 横山武史   | 斉藤崇史   | （有）サンデーレーシング             |
| 第69回 | 2023年9月24日  | 中山   | 2200m | ローシャムパーク   | 牡4  | JRA  | 2:12.0 | C.ルメール | 田中博康   | （有）サンデーレーシング             |
| 第70回 | 2024年9月22日  | 中山   | 2200m | レーベンスティール | 牡4  | JRA  | 2:11.8 | C.ルメール | 田中博康   | （有）キャロットファーム             |